# Blastopetrova
Blastopetrova là một chi bướm đêm thuộc phân họ Olethreutinae trong họ Tortricidae.

## Các loài
- Blastopetrova keteleericola Liu & Wu, in Wu, Cao & Liu, 1987